# Picco Italica
Der Picco Italica ist ein submariner vulkanischer Felsen 5,7 m unter dem Meeresspiegel vor der Borchgrevink-Küste des ostantarktischen Viktorialands. Er liegt etwa 3,3 km östlich des Edmonson Point in der Wood Bay.
Italienische Wissenschaftler benannten ihn 2002 nach der RV Italica, die 1996 bei hydrographischen Vermessungsarbeiten auf diesen Felsen aufgelaufen war.